# ديدييه بلان
ديدييه بلان (بالفرنسية: Didier Blanc)‏ هو متزحلق جبال الألب فرنسي، ولد في 7 يونيو 1984 في إيفيان في فرنسا.